# Södholm, Iniö
Södholm är en ö i Finland. Den ligger i Skärgårdshavet och i kommunen Pargas i landskapet Egentliga Finland, i den sydvästra delen av landet. Ön ligger omkring 61 kilometer väster om Åbo och omkring 210 kilometer väster om Helsingfors.
Öns area är 17,3 hektar och dess största längd är 0,7 kilometer i sydväst-nordöstlig riktning.